# Cercopagididae
Cercopagididae is een familie van kreeftachtigen uit de klasse van de Branchiopoda (blad- of kieuwpootkreeftjes).

## Geslachten
- Bythotrephes Leydig, 1860
- Cercopagis G.O. Sars, 1897